# Назаров, Иван Дмитриевич
Иван Дмитриевич Назаров (7 февраля 1899 — 27 июня 1963, Мышкин) — советский театральный актёр, театральный деятель, заслуженный артист РСФСР (1957).

## Биография
Родился 7 февраля 1899 года в деревне Дудкино Ярославского уезда Ярославской губернии. Его мать, Ирина Андреевна Назарова, воспитывала сына одна. В возрасте восьми лет Иван поступил на обучение в сельскую школу в селе Пазутино. После трёх классов обучение поступил в училище в селе Норское, но завершить обучение не смог, не было финансовых средств. Пришлось трудоустроиться подсобником в аптеку, затем работал курьером в уездной земской управе, после помощником писаря в Тобольской волости. В 1916 году ушёл в Царскую Армию. Служил в Ярославле. В 1917 году демобилизовался в звании унтер-офицер. Принял решение стать артистом и поступил на работу Ярославский гарнизонный клуб.
В 1920 году окончил обучение в Ярославской театральной студии. Поступил на работу артистом в Ярославский театр имени Фёдора Волкова. После проведённых четырёх сезонов, переехал работать в Саратовский театр имени Карла Маркса. Затем работал в театрах Уфы, Шуи, Самары.
В 1933 году был приглашён в Ленинград. Поступил на работу в Ленинградский государственный Новый театр. В нём свою деятельность осуществлял до самой смерти в 1963 году. В годы Великой Отечественной войны входил в труппу, обслуживающую Дальневосточный фронт и Тихоокеанский флот. В 1944 году на протяжении трёх месяцев выступал на передовой 2-го Белорусского фронта.
Дебют в кино пришёлся на 1934 год. Сыграл эпизодическую роль в кинофильме «Любовь Алёны». Затем в 1935 году сыграл роль деда Максима в картине «Инженер Гоф». Известность к актёру пришла после выхода в свет художественных картин «Учитель» и «Член правительства».
С 1930 года актёр занимался и педагогической деятельностью. Преподавал технику грима и актёрское мастерство в Самарском театральном техникуме, а также в Ленинградском театральном институте.
В 1963 году был утверждён на роль в фильме Михаила Ершова «Родная кровь». Съёмки осуществлялись в городе Мышкине. В разгар работы 27 июня 1963 года скончался. Был похоронен на Большеохтинском кладбище Ленинграда.

## Семья
Жена — Александра Прокопьевна Матвеева (1912—1996) — актриса.
Дочь — Александра Назарова (1940—2019) — актриса, Народная артистка Российской Федерации.

## Награды
- Заслуженный артист РСФСР (1957).

## Работы
Режиссер-постановщик:
- «Дружба» В. Гусева (1937, Ленинградский Реалистический театр, совместно с Л. С. Вивьеном),
- «Слава» В. Гусева (1941, Ленинградский Новый театр, совместно с В. Лебедевым).

Роли в кино:
- 1934 — «Любовь Алёны» (безработный);
- 1935 — «Инженер Гоф» (дед Максим);
- 1935 — «Подруги» (мужик в трактире);
- 1938 — «Выборгская сторона» (Лапшин);
- 1938 — «Друзья» (князь Анзоров);
- 1938 — «Человек с ружьём» (солдат);
- 1939 — «Член правительства» (Федот Петрович Кривошеев);
- 1939 — «Учитель» (дед Семён Дмитриевич);
- 1939 — «Станица Дальняя» (директор МТС);
- 1939 — «Случай на полустанке» (эпизод);
- 1940 — «Яков Свердлов» (Аким);
- 1940 — «Шестьдесят дней» (капитан Глазатов);
- 1948 — «Мичурин» (Федор Кузьмич Буренкин(в титрах — М.Назаров));
- 1948 — «Драгоценные зёрна» (старик);
- 1953 — «Алеша Птицын вырабатывает характер» (старый проводник скорого поезда № 6 Сочи-Москва(нет в титрах));
- 1954 — «Большая семья» (Михеев, рабочий — кораблестроитель);
- 1955 — «Дело» (фильм-спектакль) (Петр Константинович Муромский);
- 1956 — «Приключения Артёмки» (Степан Петрович);
- 1958 — «День первый»;
- 1960 — «Осторожно, бабушка!» (маляр);
- 1961 — «Две жизни» (старик на площади(нет в титрах));
- 1963 — «Последний хлеб» (дед Якушенко).